# L'Espoir (album de Léo Ferré)
Pour les articles homonymes, voir Espoir.
Albums de Léo Ferré
Et... Basta !
(1973) Ferré muet...
(1975)
Singles
1. Je t'aimais bien, tu sais…
Sortie : 1973

L'Espoir est un album de Léo Ferré paru en 1974. C'est son dernier à être produit par la maison de disques Barclay.

## Caractéristiques artistiques
L'EspoirCe morceau liminaire est la composition la plus récente de l'album, la seule inédite au moment de la parution du disque (« Je t'aimais bien, tu sais » paraît en 45 tours en 1973. Tous les autres titres sont prêts dès la fin de l'été 1972 et tous sont chantés sur scène par Ferré durant la saison 1972-1973). Ce crescendo épique aux images s'engendrant les unes les autres est un hommage aux origines espagnoles de la nouvelle femme de Léo Ferré, épousée en 1973. L'invocation finale à Manuel de Falla, compositeur espagnol emblématique, est à double-sens, Ferré associant cette figure symbolique à son propre fils, âgé de trois ans.
La Damnation...
Les Oiseaux du malheur...
Je t'aimais bien, tu sais…...
Les Amants tristes...
Les ÉtrangersCette chanson sur la solitude et l'amitié possède un fort sous-texte autobiographique. Le locuteur s'adresse à un dénommé Lochu, supposé marin. Ferré développe ici son propos en se basant sur sa rencontre avec le militant anarchiste René Lochu, lors d'une mini-tournée que ce dernier avait organisée en Bretagne lors de l'hiver 1968. Ferré avait été marqué par sa gentillesse et sa générosité. À travers cette figure à la fois réelle et symbolique, Ferré rend hommage au don de soi, qui permet parfois de tisser un lien éphémère entre des hommes « étrangers » les uns aux autres. En accord avec ce thème de l'amitié chaleureuse, le violoniste concertiste Ivry Gitlis, de passage au studio, propose d'improviser sur la musique déjà enregistrée. Léo Ferré et l'ingénieur du son décident alors de superposer ses différentes prises.
Les Souvenirs...
MarieCe lancinant poème de « fin d'amour » de Guillaume Apollinaire est le cinquième à être mis en musique par Léo Ferré, après « Le Pont Mirabeau » en 1953, La Chanson du mal-aimé en 1953, « Marizibill » en 1969 et « L'Adieu » en 1970. Ce ne sera pas le dernier (voir la Liste des poètes chantés par Léo Ferré). Cette chanson figurait initialement en face B du 45 tours « Je t'aimais bien, tu sais... » paru en 1973. Ferré réenregistrera une version aux percussions plus effacées et aux contrechants solistes légèrement différents lors des sessions de On n'est pas sérieux quand on a dix-sept ans (1987).

### Pochette
La photo de couverture est un portrait d'un petit garçon de trois ans, en t-shirt jaune. Son regard est interrogatif. Avec cette pochette Léo Ferré révèle publiquement l'existence de son fils Mathieu, enfant « adultérin » né en 1970, incarnation de cet espoir revendiqué par le titre de l'album. Au verso, aucune mention du contenu. On voit une photo couleur plein cadre, représentant le chanteur de dos, tenant l'enfant par la main et se retournant vers nous, sur un chemin de campagne quelque part en Toscane.

## Réception et postérité
« L'Espoir » a été reprise en version flamenca par la chanteuse Sapho en 2006. En 2008, le chanteur Cali publie un album lui aussi intitulé L'Espoir, en hommage à l'album et à la chanson de Léo Ferré. « Je t'aimais bien, tu sais... » a été reprise par le collectif rap La Vie d'artiste en 2013, « Les Amants tristes » par Emmanuel Depoix en 2014. « Les Étrangers » a été reprise entre autres par Christophe Bell Œil (2003), Emmanuel Depoix et Clarisse Lavanant (2014).

## Titres
Textes et musiques sont de Léo Ferré, sauf mention contraire. 
| 1. | L'Espoir                   | 6:22 |
| 2. | La Damnation               | 5:00 |
| 3. | Les Oiseaux du malheur     | 3:01 |
| 4. | Je t'aimais bien, tu sais… | 5:09 |

| 5. | Les Amants tristes | 10:25 |
| 6. | Les Étrangers      | 6:14  |
| 7. | Les Souvenirs      | 4:44  |

Depuis la réédition CD de 2003, l'album inclut la face B « Marie » au couplage original, ce qui élève la durée totale à 45 minutes et quelques. 
| No | Titre                                 | Durée |
| -- | ------------------------------------- | ----- |
| 8. | Marie (texte : Guillaume Apollinaire) | 4:25  |

## Musiciens
- Janine de Waleyne : voix (pistes 1, 2, 4, 5, 8)
- Ivry Gitlis : violon solo (piste 6)

Les autres musiciens n'ont pas été identifiés à ce jour.

## Production
- Arrangements et direction musicale : Léo Ferré
- Prise de son : Gerhard Lehner, Claude Achallé (piste 3)
- Supervision : Richard Marsan
- Crédits visuels : Danielle Diaz (photos pochette), Alain Marouani, Charles Szymkowicz (illustration)